# 백운봉
백운봉은 대한민국 경기도에 있는 산이다. 백운봉의 표고는 940m(3,084피트)이다.

## 참고 자료
- Yu Jeong-yeol (2007). 《한국의 산 여행 (Travel Guide to Korean Mountains)》. Seoul: 관동 상억연구회 (Kwandong). ISBN 978-89-958055-1-0.